# Saserac (Alier)
Sazeret és un municipi francès, situat al departament de l'Alier i a la regió d'Alvèrnia-Roine-Alps. L'any 2007 tenia 153 habitants.

## Demografia

### Població
El 2007 la població de fet de Sazeret era de 153 persones. Hi havia 54 famílies de les quals 4 eren unipersonals (4 homes vivint sols), 23 parelles sense fills i 27 parelles amb fills.
La població ha evolucionat segons el següent gràfic:
Habitants censats

### Habitatges
El 2007 hi havia 86 habitatges, 55 eren l'habitatge principal de la família, 25 eren segones residències i 6 estaven desocupats. Tots els 86 habitatges eren cases. Dels 55 habitatges principals, 43 estaven ocupats pels seus propietaris, 11 estaven llogats i ocupats pels llogaters i 1 estava cedit a títol gratuït; 6 tenien dues cambres, 9 en tenien tres, 24 en tenien quatre i 16 en tenien cinc o més. 50 habitatges disposaven pel capbaix d'una plaça de pàrquing. A 25 habitatges hi havia un automòbil i a 28 n'hi havia dos o més.

### Piràmide de població
La piràmide de població per edats i sexe el 2009 era:
| Homes | Edats   | Dones |
| ----- | ------- | ----- |
| 0     | 95 o +  | 0     |
| 0     | 90 a 94 | 0     |
| 0     | 85 a 89 | 0     |
| 0     | 80 a 84 | 0     |
| 4     | 75 a 79 | 0     |
| 4     | 70 a 74 | 4     |
| 0     | 65 a 69 | 0     |
| 0     | 60 a 64 | 4     |
| 4     | 55 a 59 | 4     |
| 12    | 50 a 54 | 4     |
| 4     | 45 a 49 | 4     |
| 4     | 40 a 44 | 4     |
| 0     | 35 a 39 | 4     |
| 0     | 30 a 34 | 4     |
| 12    | 25 a 29 | 8     |
| 8     | 20 a 24 | 0     |
| 4     | 15 a 19 | 0     |
| 8     | 10 a 14 | 0     |
| 12    | 5 a 9   | 0     |
| 4     | 0 a 4   | 8     |

## Economia
El 2007 la població en edat de treballar era de 105 persones, 84 eren actives i 21 eren inactives. De les 84 persones actives 81 estaven ocupades (50 homes i 31 dones) i 3 estaven aturades (3 dones i 3 dones). De les 21 persones inactives 4 estaven jubilades, 8 estaven estudiant i 9 estaven classificades com a «altres inactius».

### Ingressos
El 2009 a Sazeret hi havia 57 unitats fiscals que integraven 155 persones, la mediana anual d'ingressos fiscals per persona era de 14.830 €.

### Activitats econòmiques
Dels 2 establiments que hi havia el 2007, 1 era d'una empresa d'hostatgeria i restauració i 1 d'una empresa de serveis.
L'any 2000 a Sazeret hi havia 19 explotacions agrícoles.

## Poblacions més properes
El següent diagrama mostra les poblacions més properes.